# Ruta masculina sub-23 en el Campeonato Mundial de Ruta

Maillot arcoíris otorgado al campeón de la prueba

La prueba de línea o ruta masculina sub-23 en el Campeonato Mundial de Ciclismo en Ruta se realiza desde el Mundial de 1996. Hasta 1995 existieron competiciones por separado para ciclistas profesionales y aficionados (amateurs). A partir de 1996, la competición para aficionados fue sustituida por la prueba para menores de 23 años («sub-23») y la de profesionales pasó a ser abierta y a llamarse «élite».

## Palmarés
| Núm.     | Año         | Sede                         | Oro                               | Plata                              | Bronce                                                      |
| -------- | ----------- | ---------------------------- | --------------------------------- | ---------------------------------- | ----------------------------------------------------------- |
| I – LXII | 1927 – 1995 | No realizados                | No realizados                     | No realizados                      | No realizados                                               |
| LXIII    | 1996        | Lugano · ( Suiza)            | Giuliano Figueras · Italia        | Roberto Sgambelluri · Italia       | Luca Sironi · Italia                                        |
| LXIV     | 1997        | San Sebastián · ( España)    | Kurt-Asle Arvesen · Noruega       | Óscar Freire · España              | Gerrit Glomser · Austria                                    |
| LXV      | 1998        | Valkenburg · ( Países Bajos) | Ivan Basso · Italia               | Rinaldo Nocentini · Italia         | Danilo Di Luca · Italia                                     |
| LXVI     | 1999        | Treviso · ( Italia)          | Leonardo Giordani · Italia        | Luca Paolini · Italia              | Matthias Kessler · Alemania                                 |
| LXVII    | 2000        | Plouay ( Francia)            | Yevgueni Petrov · Rusia           | Yaroslav Popovych · Ucrania        | Lorenzo Bernucci · Italia                                   |
| LXVIII   | 2001        | Lisboa ( Portugal)           | Yaroslav Popovych · Ucrania       | Giampaolo Caruso · Italia          | Ruslan Gryshenko · Ucrania                                  |
| LXIX     | 2002        | Zolder · ( Bélgica)          | Francesco Chicchi · Italia        | Francisco Gutiérrez · España       | David Loosli · Suiza                                        |
| LXX      | 2003        | Hamilton · ( Canadá)         | Sergei Lagutin Uzbekistán         | Johan Van Summeren · Bélgica       | Thomas Dekker · Países Bajos                                |
| LXXI     | 2004        | Verona · ( Italia)           | Kanstantsín Siutsou · Bielorrusia | Thomas Dekker · Países Bajos       | Mads Christensen Dinamarca                                  |
| LXXII    | 2005        | Madrid · ( España)           | Dmytro Grabovsky · Ucrania        | William Walker Australia           | Yevgueni Popov · Rusia                                      |
| LXXIII   | 2006        | Salzburgo · ( Austria)       | Gerald Ciolek · Alemania          | Romain Feillu Francia              | Alexandr Jatuntsev · Rusia                                  |
| LXXIV    | 2007        | Stuttgart · ( Alemania)      | Peter Velits · Eslovaquia         | Wesley Sulzberger Australia        | Jonathan Bellis Reino Unido                                 |
| LXXV     | 2008        | Varese · ( Italia)           | Fabio Duarte · Colombia           | Simone Ponzi · Italia              | John Degenkolb · Alemania                                   |
| LXXVI    | 2009        | Mendrisio · ( Suiza)         | Romain Sicard Francia             | Carlos Alberto Betancur · Colombia | Egor Silin · Rusia                                          |
| LXXVII   | 2010        | Melbourne ( Australia)       | Michael Matthews Australia        | John Degenkolb · Alemania          | Taylor Phinney · Estados Unidos · Guillaume Boivin · Canadá |
| LXXVIII  | 2011        | Copenhague ( Dinamarca)      | Arnaud Démare Francia             | Adrien Petit Francia               | Andrew Fenn Reino Unido                                     |
| LXXIX    | 2012        | Valkenburg · ( Países Bajos) | Alexéi Lutsenko · Kazajistán      | Bryan Coquard Francia              | Tom Van Asbroeck · Bélgica                                  |
| LXXX     | 2013        | Florencia · ( Italia)        | Matej Mohorič Eslovenia           | Louis Meintjes Sudáfrica           | Sondre Enger · Noruega                                      |
| LXXXI    | 2014        | Ponferrada · ( España)       | Sven Erik Bystrøm · Noruega       | Caleb Ewan Australia               | Kristoffer Skjerping · Noruega                              |
| LXXXII   | 2015        | Richmond ( Estados Unidos)   | Kévin Ledanois Francia            | Simone Consonni · Italia           | Anthony Turgis Francia                                      |
| LXXXIII  | 2016        | Doha ( Catar)                | Kristoffer Halvorsen · Noruega    | Pascal Ackermann · Alemania        | Jakub Mareczko · Italia                                     |
| LXXXIV   | 2017        | Bergen · ( Noruega)          | Benoît Cosnefroy Francia          | Lennard Kämna · Alemania           | Michael Carbel Svendgaard Dinamarca                         |
| LXXXV    | 2018        | Innsbruck · ( Austria)       | Marc Hirschi · Suiza              | Bjorg Lambrecht · Bélgica          | Jaakko Hänninen · Finlandia                                 |
| LXXXVI   | 2019        | Yorkshire ( Reino Unido)     | Samuele Battistella · Italia      | Stefan Bissegger · Suiza           | Thomas Pidcock Reino Unido                                  |
| LXXXVII  | 2020        | Imola · ( Italia)            | No realizado                      | No realizado                       | No realizado                                                |
| LXXXVIII | 2021        | Flandes · ( Bélgica)         | Filippo Baroncini · Italia        | Biniam Girmay Eritrea              | Olav Kooij · Países Bajos                                   |
| LXXXIX   | 2022        | Wollongong ( Australia)      | Yevgueni Fiodorov · Kazajistán    | Mathias Vacek · República Checa    | Søren Wærenskjold · Noruega                                 |
| XC       | 2023        | Glasgow ( Reino Unido)       | Axel Laurance Francia             | António Morgado Portugal           | Martin Svrček · Eslovaquia                                  |
| XCI      | 2024        | Zúrich · ( Suiza)            | Niklas Behrens · Alemania         | Martin Svrček · Eslovaquia         | Alec Segaert · Bélgica                                      |

## Medallero histórico
- Actualizado a Zúrich 2024.

| Núm. | País            | Oro | Plata | Bronce | Total |
| ---- | --------------- | --- | ----- | ------ | ----- |
| 1    | Italia          | 6   | 6     | 4      | 16    |
| 2    | Francia         | 5   | 3     | 1      | 9     |
| 3    | Noruega         | 3   | 0     | 3      | 6     |
| 4    | Alemania        | 2   | 3     | 2      | 7     |
| 5    | Ucrania         | 2   | 1     | 1      | 4     |
| 6    | Kazajistán      | 2   | 0     | 0      | 2     |
| 7    | Australia       | 1   | 3     | 0      | 4     |
| 8    | Eslovaquia      | 1   | 1     | 1      | 3     |
| 8    | Suiza           | 1   | 1     | 1      | 3     |
| 10   | Colombia        | 1   | 1     | 0      | 2     |
| 11   | Rusia           | 1   | 0     | 3      | 4     |
| 12   | Bielorrusia     | 1   | 0     | 0      | 1     |
| 12   | Eslovenia       | 1   | 0     | 0      | 1     |
| 12   | Uzbekistán      | 1   | 0     | 0      | 1     |
| 15   | Bélgica         | 0   | 2     | 2      | 4     |
| 16   | España          | 0   | 2     | 0      | 2     |
| 17   | Países Bajos    | 0   | 1     | 2      | 3     |
| 18   | Eritrea         | 0   | 1     | 0      | 1     |
| 18   | Portugal        | 0   | 1     | 0      | 1     |
| 18   | República Checa | 0   | 1     | 0      | 1     |
| 18   | Sudáfrica       | 0   | 1     | 0      | 1     |
| 22   | Reino Unido     | 0   | 0     | 3      | 3     |
| 23   | Dinamarca       | 0   | 0     | 2      | 2     |
| 24   | Austria         | 0   | 0     | 1      | 1     |
| 24   | Canadá          | 0   | 0     | 1      | 1     |
| 24   | Estados Unidos  | 0   | 0     | 1      | 1     |
| 24   | Finlandia       | 0   | 0     | 1      | 1     |
|      | TOTAL           | 28  | 28    | 29     | 85    |